# Семёнов, Дмитрий Владимирович (Герой Российской Федерации, 2022)
Дмитрий Владимирович Семёнов (24 октября 1989, Тренькасы, Чувашская АССР — 28 мая 2022, Харьковская область) — российский военнослужащий, гвардии майор. Герой Российской Федерации (2022). Участник российского нападения на Украину.

## Биография
Родился в 1989 году в деревне Тренькасы Чебоксарского района Чувашской АССР. Учился в школе соседней деревни Новые Тренькасы; школьником участвовал на соревнованиях по вольной борьбе, баскетболу и волейболу. Сын Руслан занимается вольной борьбой. Супруга — Ксения Мстиславовна Семенова, МС РФ по академической гребле, чемпионка России , военно-медицинский юрист, волонтер.
Увлекался поэзией, неоднократно восходил на Эльбрус, альпинист.
В 2011 году окончил Новосибирское высшее военное командное училище.
Кандидат в мастера спорта России по вольной борьбе и военному четырёхборью.
Майор, заместитель командира отряда-начальник штаба 16-й бригады спецназа.
Участник вторжения России на Украину. Погиб 28 мая 2022 года при выполнении боевого задания в Харьковской области Украины.

## Память

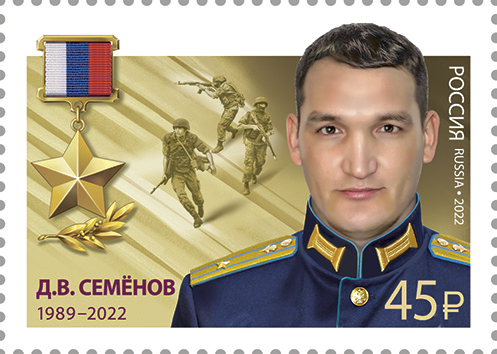

- Именем Семёнова Дмитрия Владимировича названа его родная школа в деревне Новые Тренькасы[8], в школе создан музей, в котором хранится его китель с наградами и личные вещи, а также открыта «Парта Героя»[9].

- В городе Новочебоксарск организован ежегодный турнир по вольной борьбе имени  Д. В. Семёнова[10][11].

- В деревне Новые Тренькасы построен борцовский зал имени Дмитрия Семёнова.

- В Тамбове на Аллее Славы войсковой части 54607 открыли стелу, посвященную Семёнову.

- В Тамбовской области Жердевской школе-интернату присвоено имя Д. В. Семёнова[12].

- В январе 2023 года Д. В. Семёнов был увековечен на почтовой марке России.

- В Новосибирском ВВКУ в музее есть стенд и открыт бронзовый бюст Д.В. Семёнову[13][14].

- Личные вещи Д. Семёнова переданы в Чувашский национальный музей в октябре 2024 года его сыном.

## Награды
- Герой Российской Федерации (2022);
- Медаль ордена «За заслуги перед Отечеством» I степени;
- Медаль ордена «За заслуги перед Отечеством» II степени с мечами;
- Почётный гражданин Чувашской Республики (6 декабря 2023) — за совершение подвига, мужество, смелость и отвагу, проявленные при исполнении воинского долга
- Медаль «За боевые отличия»;
- Медаль «За воинскую доблесть» II степени;
- Медаль «За отличие в военной службе» II степени;
- Медаль «За отличие в военной службе» III степени.